# 가봉드워프땃쥐
가봉드워프땃쥐(Suncus remyi) 또는 레미피그미땃쥐는 땃쥐과에 속하는 흰이땃쥐류의 일종이다. 카메룬과 중앙아프리카공화국, 콩고공화국 그리고 가봉에서 발견된다. 자연 서식지는 아열대 또는 열대 기후 지역의 습윤 저지대 숲이다. 서식지 감소로 멸종 위협을 받고 있다.